# 2003年の教育
2003年の教育（2003ねんのきょういく）は、2003年の教育関連のできごとの一覧である。

## 全般
- この年は国立大学の統合が進む。また、1950年以来となる四年制大学の休校がでた。
- 新学習指導要領の実施（高等学校、2003年度入学生から適用）

## 大学

### 新設
- 浦和大学（総合福祉学部）
- 尚絅学院大学（総合人間科学部、女子短期大学部）
- 東大阪大学（こども学部こども学科）
- 福島学院大学（福祉学部福祉心理学科）

### 統合
- 大分大学（大分大学と大分医科大学が統合。教育福祉科学部・経済学部・工学部・医学部）
- 香川大学（香川大学と香川医科大学が統合。教育学部・経済学部・法学部・工学部・農学部・医学部）
- 九州大学（九州大学と九州芸術工科大学が統合。文学部・教育学部・法学部・経済学部・理学部・医学部・歯学部・薬学部・工学部・芸術工学部・農学部）
- 高知大学（高知大学と高知医科大学が統合。人文学部・教育学部・理学部・医学部・農学部）
- 神戸大学（神戸大学と神戸商船大学が統合。文学部・国際文化学部・発達科学部・法学部・経済学部・経営学部・理学部・工学部・農学部・海事科学部・医学部）
- 佐賀大学（佐賀大学と佐賀医科大学が統合。文化教育学部・経済学部・理工学部・農学部・医学部）
- 島根大学（島根大学と島根医科大学が統合。法文学部・教育学部・医学部・総合理工学部・生物資源科学部）
- 東京海洋大学（東京商船大学と東京水産大学が統合。海洋科学部・海洋工学部）
- 福井大学（福井大学と福井医科大学が統合。教育地域科学部・医学部・工学部）
- 宮崎大学（宮崎大学と宮崎医科大学が統合。教育文化学部・農学部・工学部・医学部）

### 名称変更
- 就実大学（就実女子大学より。）
- 太成学院大学（南大阪大学より。）
- 美作大学（美作女子大学より。）
- 武蔵野大学（武蔵野女子大学より。）

### 休校
- 立志舘大学（学生は呉大学への移籍。）

### 学部の新設・名称変更
- 愛知学院大学-心身科学部開設（心理学科。文学部心理学科より。）
- 大阪工業大学-知的財産学部開設
- 大阪体育大学-健康福祉学部開設（健康福祉学科）
- 大阪府立看護大学-総合リハビリテーション学部開設
- 東京工科大学-バイオニクス学部（バイオニクス学科）、コンピュータサイエンス学部（コンピュータサイエンス学科）開設（工学部の改組）

### 学科の新設・名称変更
- 桜花学園大学人文学部に観光文化学科増設
- 大阪電気通信大学総合情報学部にデジタルゲーム学科増設
- 駿河台大学現代文化学部に心理学科増設
- 長崎純心大学人文学部に児童保育学科増設
- 高松大学経営学部産業経営学科を経営学科に